# Alejandro González Velázquez
Alejandro González Velázquez – hiszpański malarz i architekt barokowy.
Pochodził z rodziny o tradycjach artystycznych. Jego ojciec Pablo González Velázquez był rzeźbiarzem, a bracia Antonio i Luis także zostali malarzami. Razem z braćmi pracował przy realizacji malowideł ściennych na sklepieniu i kopule kościoła klasztornego Salezjanów w Madrycie. 
Jego syn José Antonio, którego był nauczycielem został pierwszym dyrektorem katedry architektury na Akademii Sztuk Pięknych San Carlos w Meksyku.